# Římskokatolická farnost Tišnov
Římskokatolická farnost Tišnov je územní společenství římských katolíků v tišnovském děkanství s farním kostelem svatého Václava.

## Území farnosti
- Tišnov s kostelem sv. Václava
- Březina s kaplí sv. Václava
- Heroltice s kaplí sv. Jana Nepomuckého
- Hradčany s kaplí sv. Anny
- Lomnička s kaplí bl. Bedřicha
- Vohančice s kaplí sv. Josefa
- Závist
- Železné s kaplí sv. Václava

## Historie farnosti
Farní kostel svatého Václava stojí na místě kostelíka dřevěného, který je poprvé zmiňován v první polovině třináctého století. Tišnovská fara byla do založení kláštera Porta coeli (1233) obsazována olomouckými biskupy. Zakladatelka kláštera královna Konstancie darovala patronát kostela roku 1239 klášteru Porta coeli. Ve čtrnáctém století byl Tišnov sídlem děkanství. V knize svatebních smluv města Velké Meziříčí je uváděn jako svědek roku 1606 na svatbě Jana Sarkandra kněz Adam Calinius (Kalina), farář tišnovský. Roku 1633 se stal farářem Pavel Surprius, kterým začala řada farářů z řádu cisterciáků (až do roku 1788). Od roku 1967 je z Tišnova spravována farnost Předklášteří.
V letech 1846-1853 byla loď kostela prodloužena asi o deset metrů (a tím spojena s věží), na jižní straně byla přistavěna mariánská kaple, oratoře a vestavěna nová kruchta. Nejstarší kostelní zvon je z roku 1666, největší z roku 1672 (900 kg) a dva zvony z roku 1956.

## Bohoslužby
| Kostel                 | Místo  | Bohoslužba (den)                          | Hodina                                                                                                 | Poznámka     |
| ---------------------- | ------ | ----------------------------------------- | --- | ------------ |
| kostel svatého Václava | Tišnov | neděle pondělí úterý středa čtvrtek pátek | 6.35, 8.45, 18.30 8.00 17.15 (pouze ve školním roce, pro děti) 8.00 18.00 (adorace) 18.00 (pro mládež) | Farní kostel |

## Duchovní správci
V letech 1943 - 1950 působil v Tišnově kaplan Stanislav Ledabyl, který se zaměřoval na mládež, později byl politickým věznem. Duchovním správcem farnosti byl v letech 1979 - 2010 Mons. Josef Šindar, který poté odešel na odpočinek do domova důchodců sv. Alžběty na blízké Žernůvce. Od 1. srpna 2010 do července 2015 byl farářem R. D. Mgr. Jiří Buchta. 
Od 1. srpna 2015 byl farářem ustanoven R. D. Mgr. Josef Rybecký.
Od října 2019 zde nastoupil ke kaplanské službě P. Jiří Landa z Schönstatského hnutí. Tento kněz se mimo své povinnosti v hnutí věnuje pastoraci v tišnovské a předklášterské farnosti.
Ve farnosti začínají často svoji duchovní službu jáhni či novokněží.

## Aktivity ve farnosti
Dnem vzájemných modliteb farností za bohoslovce a bohoslovců za farnosti brněnské diecéze je 9. duben. Adorační den připadá na 22. října.
Ve farnosti se konají dvakrát ročně misijní jarmarky, organizované tzv. Misijním klubkem, při kterých se nabízí výrobky dětí. Výtěžky jsou přes Papežská misijní díla upotřebena v chudých krajinách.
Hojně se pracuje s dětmi a mládeží - probíhá výuka náboženství, příprava na svátost biřmování, předvánoční krmení zvířátek a besídka, výlety na zajímavá místa a různé další aktivity. Dvakrát ročně připravuje mládež pro děti víkendové pobyty s různou tematikou. Během letních prázdnin se koná desetidenní tábor.
Na území farnosti se pravidelně koná Tříkrálová sbírka. Při sbírce v roce 2016 se vybralo jen v Tišnově 190 405 korun. O rok později činil výtěžek sbírky pouze v Tišnově 213 262 Kč, v celém děkanátu pak 1 462 197 Kč.
V prosinci 2017 uspořádala farnost první ročník vánoční charitativní besídky, její výtěžek (11 444 korun) byl určen do Centra sociální rehabilitace Skryje. Výtěžek (22 930 Kč) z vánoční charitativní sbírky 2018 pokryl náklady na léčebný pobyt v lázních Klimkovice pro nemocného chlapce ze sousední farnosti.